# Tomáš Lovásik
Tomáš Lovásik (* 31. července 1974) je bývalý slovenský fotbalový brankář a pozdější trenér brankářů. Mimo Slovenska působil chvíli v Německu a dlouhou dobu v České republice, kde hrál za FC Zlín, FK Jablonec a SK Sigma Olomouc.

## Klubová kariéra
Na Slovensku chytal postupně za týmy FC Spartak Trnava, Dukla Trenčín, Tauris Rimavská Sobota a znovu FC Spartak Trnava. Poté působil v SC Weismain v nižší německé lize, než se v roce 2000 objevil v tehdy druholigovém českém klubu FC Zlín. Na podzim 2000 odešel do FK Jablonec. V roce 2005 odešel do moravského celku SK Sigma Olomouc, kde po skončení ročníku 2010/11 ukončil aktivní hráčskou kariéru a stal se trenérem brankářů.